# Lars Brunnberg
Lars Gustav Brunnberg, född 1 december 1928 i Norbergs församling i Västmanlands län, död 6 mars 2016 i Österåker-Östra Ryds distrikt i Stockholms län, var en svensk militär.

## Biografi
Brunnberg avlade officersexamen vid Krigsskolan 1952 och utnämndes samma år till fänrik vid Luleå luftvärnskår, där han 1964 befordrades till kapten. Han inträdde 1965 i Generalstabskåren och tjänstgjorde 1968 som stabschef i bataljonen 40 C på Cypern. År 1969 utnämndes han till major och tjänstgjorde 1969–1970 vid Roslagens luftvärnsregemente, varpå han 1970–1974 tjänstgjorde vid Centralavdelningen i staben i Östra militärområdet, befordrad till överstelöjtnant 1972. Han tjänstgjorde 1974–1976 vid Luleå luftvärnskår (från 1975 Luleå luftvärnsregemente) och var 1976–1981 chef för Gotlands luftvärnsbataljon. År 1981 befordrades han till överste, varefter han 1981–1989 var chef för Luleå luftvärnsregemente. Brunnberg är begravd på S:t Olofs kyrkogård i Enköpings pastorat.

## Utmärkelser
- Riddare av Svärdsorden, 6 juni 1970.[5]